# Ernesto van Dal
Ernesto van Dal is een Surinaams toetsenist en arrangeur. Hij speelde in de jaren 1980 en 1990 in de band Trafassi en daarna in X-Tra. Sinds 2011 is hij dirigent van het orkest van de SuriToppers en sinds 2014 van SuriPop. Tijdens SuriPop XIX leverde hij het arrangement van het winnende lied Yu kori mi ati dat werd geschreven door Xaviera Spong.

## Biografie
Op het lyceum leerde hij verschillende muzikanten kennen, onder wie Bryan Muntslag. Halverwege de jaren 1980 woonde hij in Nederland, waar hij optrad met musici als Harold Biervliet, Eddy Assan en Edje Rust. Tot en met de jaren negentig speelde hij op toetsen voor Trafassi en in 2001 sloot hij zich aan bij de band X-Tra, met daarin oud-leden van Trafassi.
Tussen 2008 en 2020 keerde hij terug naar Suriname. Sinds ten minste 2008 is hij betrokken bij SuriPop. In dat jaar nam hij als arrangeur deel aan het nummer Perres Perres Pinda van componist Ferdinand Schel met zanger Glenn Grant. In 2012 arrangeerde hij Sori mi van componist Harrold van Gessel. Het werd gezongen door Maroef Amatstam.
Tijdens het Suriname Jazz Festival van 2013 trad hij op met The Su Collective, een ensemble dat hij zelf had samengesteld en waarmee hij ook later geregeld optrad. In 2014 bracht hij een house-cover uit van het winnende SuriPop-lied Lobi de ete. Hiermee wilde hij aantonen dat er meer gedaan kan worden met liederen van SuriPop. Hij introduceerde het tijdens het scholenfestival Got Talent, waar het enthousiast werd ontvangen. Na een korte gewenning waren Rodney Deekman, de zanger van het origineel, en de componist Cornelis Amafo heel positief over deze versie.
In 2016 arrangeerde hij meerdere stukken. Met Demis Wongsosoewirjo schreef hij een revisie van het arrangement van Drape. Verder bewerkte hij Dansiman van Rein Carrot, Bromki van Vincenzo Hooplot en No fergiti van Judith Lochem. Hij schreef ook het arrangement voor Yu kori mi ati van Xaviera Spong, dat het winnende lied van het festival van dat jaar werd. Het werd gezongen door Benjamin Faya. Als musical director geeft hij daarnaast workshops om de kwaliteit van de liederen voor SuriPop te verhogen.
Sinds het begin in 2011 leidt hij het orkest tijdens de concerttours van de SuriToppers in Nederland en sinds 2014 het orkest van SuriPop. Daarnaast begeleidt hij andere artiesten, onder wie Jörgen Raymann tijdens diens voorstellingen in Suriname in december 2013, tijdens Friyari oso fu Iko in 2014 ter herinnering aan de 80e geboortedag van King of Kaseko Lieve Hugo, en in 2017 het orkest van Lucretia Muringen en Bryan Muntslag tijdens de verjaardag van koning Willem-Alexander in Tilburg.
In 2020 stond het tournee van de SuriToppers opnieuw op de rol maar werden alle optredens door de coronacrisis opgeschort. Tijdens de coronaperiode bleef hij nog wel actief als producer in zijn eigen studio, dat bestaat uit twee gescheiden ruimtes. Ook nam hij deel aan de Doewet Estafette die op Facebook en Instagram georganiseerd werd door Gloria Bottse van de Rotterdamse Radio Stanvaste.